# Phyllophaga scoparia
Phyllophaga scoparia är en skalbaggsart som beskrevs av Leconte 1856. Phyllophaga scoparia ingår i släktet Phyllophaga och familjen Melolonthidae. Inga underarter finns listade i Catalogue of Life.